# Marktkerk (Hamelen)
De protestantse Marktkerk Sint-Nicolaas (Duits: Marktkirche St. Nicolai) is de op een na oudste kerk van de Nedersaksische stad Hamelen.

## Geschiedenis
Tijdens de herbouw van de in de Tweede Wereldoorlog verwoeste Marktkerk werden op 2 meter onder de bodem de fundamenten van het eerste kerkgebouw op de plaats blootgelegd. Het betrof een kleine zaalkerk met een westtoren uit de eerste helft van de 12e eeuw. In de tweede helft van de 12e eeuw werd deze zaalkerk tot een romaanse basiliek verbouwd, waarvan de buitenmuren van het dwarsschip en de rondboogvensters in de zuidelijke en noordelijke muur bewaard zijn gebleven. Van 1250 tot 1260 werd de kapel verbouwd tot een hallenkerk. De zijschepen werden hierbij in westelijke richting verlengd, waarbij de traveeën ieder een eigen topgevel kregen. De hallenkerk werd van 1290 tot 1310 naar het oosten uitgebreid met de aanbouw van het koor en de sacristie. In het jaar 1511 werd de stompe toren verhoogd en afgesloten met een hoge spits. Na de Zevenjarige Oorlog (1756-1763) werd de beschadigde Marktkerk hersteld en kreeg het godshuis een barok interieur, nieuwe vensters en over het midden- en zuidelijke zijschip een zadeldak. Tegen het einde van de 19e eeuw werd het interieur in neogotische stijl veranderd.
Op 5 april 1945 werd de kerktoren in brand geschoten. Nadat de toren op het kerkschip en het naburige raadhuis viel, brandden beide gebouwen volledig uit. Herbouw van de kerk vond plaats in de jaren 1957-1959 naar een ontwerp van de architect Eberhard G. Neumann. Op 6 december 1959, de feestdag van de heilige Nicolaas, werd de kerk weer plechtig ingewijd. In 1987 vond er een ingrijpende renovatie van de kerk plaats.

## Bezienswaardigheden
- De deur van het westelijk portaal heeft een reliëf van koperbeslag uit het jaar 1961. Op het linker deel wordt de kerk afgebeeld zoals die er rond 1200 uitzag, met de attributen van de schutspatroon Nicolaas, de Lutherroos met het jaartal 1542 (het jaar dat de reformatie in Hamelen werd ingevoerd) en een verwoestte Marktkerk met opstijgende Phoenix. Het rechter deel toont de wereld met het stadswapen van Hamelen, de brug over de Wezer en ter herinnering aan de na 1945 verdreven Duitsers uit de oostgebieden een zogenaamd Ostlandkreuz.
- Het houten triomfkruis in de vieringsboog dateert uit de 15e eeuw.
- Het altaar is een kunstwerk van de uit Hamelen afkomstige beeldhouwer Arn Walter. Het altaar werd gemaakt in de vorm van een kelk en toont op de zijden de symbolen van de offerdood van Christus.
- De kansel bevindt zich aan de noordwestelijke vieringspijler. De kuip is een reconstructie met originele delen uit 1768. De reliëfs tonen van links naar rechts: Christus in de hof van Getsemane, de Kruisdraging, de Kruisiging, de Kruisafname, de Graflegging en het Open Graf. De vrouwenfiguren stellen het Geloof, de Liefde, de Hoop, de Kerk en het Oude Verbond voor.
- In de boog naast de kansel bevinden zich de geredde resten van het in de oorlog vernietigde hoogaltaar. De beelden stellen de vier evangelisten, Christus en God de Vader als Schepper der Wereld voor. Daarnaast is nog een Avondmaalsreliëf van de voormalige predella te zien.
- Het achthoekige doopvont van zandsteen stamt uit het begin van de 17e eeuw. Na de beschadiging van het doopvont bij de brand op 5 april 1945 werd het gerestaureerd.